# Chiesa di San Ponzio (San Ponso)
La chiesa di San Ponzio è la parrocchiale di San Ponso, in città metropolitana e arcidiocesi di Torino; fa parte del distretto pastorale Torino Nord.

## Storia
In base ai reperti trovati durante gli scavi effettuati nel 1977 si può far risalire il primitivo luogo di culto all'epoca paleocristiana, all'incirca tra i secoli V e VI.
Tra i secoli X e XI venne costruita una nuova pieve romanica che andò a sostituire la precedente chiesa; nel 1222 e nel 1245 sono menzionati rispettivamente i pievani Pietro e Guglielmo.
A partire dalla fine del Trecento la pieve fu progressivamente abbandonata, tanto che nel 1584 monsignor Angelo Peruzzi, durante la sua visita apostolica, trovò la chiesa in rovina e che alla cura delle anime era preposto il parroco di Salassa.
Tra Sei e Settecento il luogo di culto venne interessato da un rifacimento; in questa occasione si provvide a costruire le navate laterali, a rimaneggiare la facciata e ad aggiungere la torre campanaria.
Nel 1933 l'artista Lauro Boasso ripassò l'apparato decorativo e negli anni settanta la chiesa venne adeguata alle norme postconciliari; verso il 2010 si procedette alla risistemazione delle coperture nel 2018 furono restaurati gli intonaci esterni.

## Descrizione

### Esterno
La facciata a capanna della chiesa, rivolta a ponente e coronata dal timpano triangolare in cui si apre una nicchia ospitante una statua con soggetto il santo patrono, presenta il portale d'ingresso architravato, il rosone e due finestrelle a tutto sesto ed è scandita da quattro colonne.
Il campanile a pianta quadrata si imposta sopra il battistero; la cella presenta su ogni lato una monofora ed è coperta dal tetto a quattro falde.

### Interno
L'interno dell'edificio è suddiviso in tre navate, su cui si aprono le cappelle laterali, da pilastri, abbelliti da lesene in finto marmo su cui si impostano gli archi a tutto sesto e sorreggenti i costoloni che caratterizzano le volte a crociera; al termine dell'aula si sviluppa il presbiterio, sopraelevato di un gradino, delimitato da balaustre e chiuso dall'abside di forma semicircolare.